# Franska Stuy
Franska Stuy (1954) was vanaf 1999 tot 2015 hoofdredacteur van het tijdschrift Libelle. Ze werkte aan continue vernieuwing binnen het blad. Ze introduceerde een wekelijks veranderende vormgeving en verwierp het werken op basis van een ijkpersoon.
Na haar opleiding modevormgeving en typografie aan de Academie voor Beeldende Kunsten Sint-Joost in Breda ging Stuy bij uitgeverij VNU werken als stylist en ontwerper voor handwerkblad Ariadne. Toen ze later hoofdredacteur van het blad was, vormde ze het om tot woonblad Ariadne at Home. Als hoofdredacteur van het kookblad Tip veranderde ze dat in Tip Culinair en bouwde het uit met het tv-programma Tip CulinairTV. Ook herintroduceerde ze het maandblad ZIN.
In 1999 werd ze hoofdredacteur van Libelle. Haar opdracht was Libelle om te vormen in een merk, met onder meer de Libelle Zomerweek, een website, de Libelle Academy, de Nieuwcafé Krant, Libelle Radio en de sociale media.
In 2009 ontving Stuy de Mercur voor Hoofdredacteur van het Jaar en in 2011 de Mercur d'Or, een oeuvreprijs voor haar werk voor Libelle.
In 2016 kondigde Stuy aan dat zij eind dat jaar met een online platform voor 40+ vrouwen zou starten op het domein Franska.nl.